# Vittorio Vettori
Vittorio Vettori (Strada in Casentino(Arezzo), 24 de diciembre de 1920 - Florencia, 10 de febrero de 2004) fue un poeta, escritor y humanista italiano, apasionado portavoz de la Toscana Europea.
Fue autor de más de 200 libros de poesía, narrativa, filosofía, crítica literaria y ensayos sobre Dante traducidos desde diversos idiomas.